# Кирибати на Олимпијским играма
Острвска земља Кирибати учествовала је први пут на Олимпијским играма 2004. у Атини. Њену делегацији су чинили дизач тегова Мамеа Томас и атлетичари Какаинако Нарики и Kaitinano Mwemweata.
Након првог учешћа на Играма комонвелта 1998., Кирибати раде на пријему у чланство МОК. На састанку МОК-а у Прагу 2003, Кирибати су примљени у организацију, са правом учешћа на Играма 2004.
Представници Кирибата никада нису учествовали на Зимским олимпијским играма и до 2016. нису освојили ниједну олимпијску медаљу.

## Медаље

### Освојене медаље на ЛОИ
| Учешће и освојене медаље Словеније на ЛОИ |                     |        |      |      |       |       |        |        |        |         |
| ЛОИ                                       | Носилац заставе     | Учешће | Муш. | Жене | спорт | Злато | Сребро | Бронза | Укупно | Пласман |
| 2004. Атина                               | Мамеа Томас         | 3      | 2    | 1    | 2     | 0     | 0      | 0      | 0      | -       |
| 2008. Пекинг                              | Дејвид Катаотау     | 2      | 2    | 0    | 2     | 0     | 0      | 0      | 0      | -       |
| 2012. Лондон                              | Дејвид Катаотау     | 3      | 2    | 1    | 2     | 0     | 0      | 0      | 0      | -       |
| 2016. Рио де Жанеиро                      | Дејвид Катаотау     | 3      | 2    | 1    | 2     | 0     | 0      | 0      | 0      | -       |
| 2020. Токио                               |                     |        |      |      |       |       |        |        |        |         |
| 2024. Париз                               |                     |        |      |      |       |       |        |        |        |         |
| 2028. Лос Анђелес                         | предстојећи догађај |        |      |      |       |       |        |        |        |         |
| 2032. Бризбејн                            | предстојећи догађај |        |      |      |       |       |        |        |        |         |
| Укупно                                    | 4                   | 11     | 8    | 3    |       | 0     | 0      | 0      | 0      |         |

### Преглед учешћа спортиста Кирибата по спортовима и освојеним медаљама на ЛОИ
| Спорт         | Период | Период   | Укупно | Мушкарци | Жене | Злато | Сребро | Бронза |   |
| Спорт         | Прво   | Последње | Укупно | Мушкарци | Жене | Злато | Сребро | Бронза |   |
| ------------- | ------ | -------- | ------ | -------- | ---- | ----- | ------ | ------ | - |
| Атлетика      | 2004   | 2012     | 7      | 4        | 3    | 0     | 0      | 0      | 0 |
| Дизање тегова | 2004.  | 2012.    | 2      | 2        | 0    | 0     | 0      | 0      | 0 |
| Укупно (2)    |        |          | 9      | 6        | 3    | 0     | 0      | 0      | 0 |

Разлика у горње две табеле од 2 учесника (2 мушкарца) настала је у овој табели јер је сваки спортиста без обриза колико је пута учествовао на играма и у колико разних дисциплина и спортова на истим играма рачунат само једном.

## Занимљивости
- Најмлађи учесник: Мамеа Томас, 16 година и 346 дана Атина 2004. дизање тегова
- Најстарији учесник:Дејвид Катаотау 32 године и 25 дана Рио де Женеиро 2016.  дизање тегова
- Највише учешћа: Дејвид Катаотау, 3 учешћа (2008, 2012. и 2016)
- Највише медаља: —
- Прва медаља: —
- Прво злато: —
- Најбољи пласман на ЛОИ: -
- Најбољи пласман на ЗОИ: -